# Alexis Gougeard
Pour les articles homonymes, voir Gougeard.
Alexis Gougeard, né le 5 mars 1993 à Rouen, est un coureur cycliste français spécialiste du contre-la-montre et des épreuves d'endurance sur piste. Il a notamment remporté une étape du Tour d'Espagne 2015.

## Biographie

### Jeunesse et carrière amateur
Alexis Gougeard grandit à Grémonville, en Seine-Maritime, à une trentaine de kilomètres de Rouen. Il est issu d'une famille de cyclistes. Son frère Florent a également couru à l'USSA Pavilly Barentin et son père est membre du conseil de surveillance.
Alexis Gougeard fait ses débuts dans les différentes catégories de jeunes au sein de son club. En 2009, lors de sa seconde année cadet, il obtient sept victoires sur route dont le titre de champion de Normandie à Épinay-sur-Odon, ainsi que 14 victoires sur piste. Ces résultats lui permettent d'être sélectionné en équipe de Normandie puis en équipe de France.
En 2010, il remporte 19 courses pour sa première année junior. Parmi celles-ci, la plus importante est sa victoire au championnat de France du contre-la-montre organisé à Brécey. Sa seconde année junior est aussi fructueuse, avec 20 victoires. Pour la deuxième année consécutive, il gagne le championnat de France du contre-la-montre, à Ussel. Grâce à ce résultat, il participe au championnat d'Europe du contre-la-montre organisé en Italie. Il finit deuxième de cette course à deux secondes du vainqueur. Il participe ensuite aux championnats du monde junior du contre-la-montre et de la course en ligue qui se déroulent à Copenhague au Danemark. Il finit onzième dans l'épreuve du contre-la-montre. Dans l'épreuve de la course en ligne, il contribue à la victoire de son coéquipier Pierre-Henri Lecuisinier en s'échappant dans les premiers kilomètres.
En 2012, Alexis Gougeard obtient sept victoires sur route ainsi que deux victoires sur piste. Il devient champion de France de course aux points espoirs en cyclisme sur piste et termine également deuxième du championnat de France sur route espoirs, organisé à La Chapelle-Caro dans le Morbihan. Il intègre l'équipe Véranda Rideau-Super U en tant que stagiaire. Cette équipe disparaît en fin d'année. Alexis Gougeard est élu sportif cauchois de l'année 2012 par le journal local Le Courrier cauchois.
En 2013, Gougeard obtient de nombreux succès et remporte notamment la première étape de la Coupe des nations Ville Saguenay ainsi que le Tour de la Manche et le championnat de Normandie sur route. Au mois d'août il est recruté par l'équipe professionnelle AG2R La Mondiale pour les saisons 2014 et 2015. Ce même mois il monte sur la troisième marche du podium du Championnat de France du contre-la-montre espoirs. Membre de la sélection française qui participe au Tour de l'Avenir, il remporte le prologue en devançant le coureur danois Lasse Norman Hansen qui est champion olympique de l'omnium en titre et son compatriote Julian Alaphilippe. Il garde le maillot jaune de leader jusqu'à la quatrième étape où il se fait déposséder par l'Espagnol Rubén Fernández Andújar qui gagnera par la suite le classement général de l'épreuve.

### Carrière professionnelle

#### AG2R

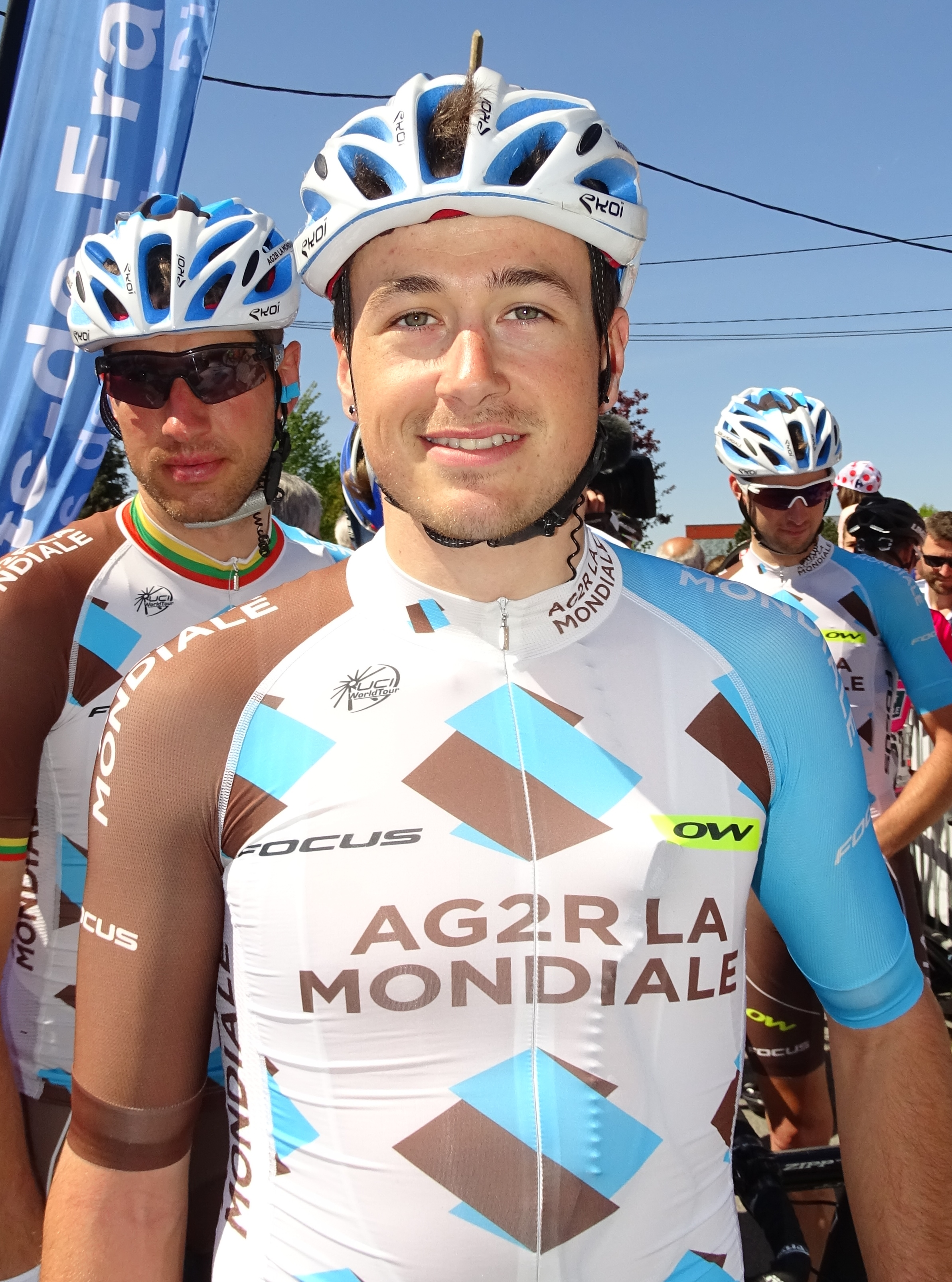
Alexis Gougeard en 2016.

En 2014, pour sa première année chez les professionnels, Alexis Gougeard remporte la Classic Loire-Atlantique après une échappée de 180 kilomètres. Le 31 mai, il est échappé sur le Grand Prix de Plumelec-Morbihan et n'est repris que dans les deux derniers kilomètres. Le lendemain, à nouveau présent dans un groupe d'échappés sur les Boucles de l'Aulne, il s'en extirpe avec Rudy Kowalski à vingt kilomètres de l'arrivée et s'impose à l'issue d'un sprint en montée.
Sur Paris Roubaix 2015, il fait partie de l'échappée matinale longue de plus de 220 km. Au Tour d'Espagne 2015, lors de la 19e étape, il remporte à 22 ans, sa première victoire d'étape sur un grand tour, au terme d'une échappée,. Après cette Vuelta, Gougeard gagne le prologue de l'Eurométropole Tour, sa première victoire en contre-la-montre en tant que professionnel. Il attribue cette victoire à la force acquise durant le Tour d'Espagne.
Pour 2016, son dirigeant Vincent Lavenu annonce en pré-saison que Gougeard a « neuf chances sur dix » de participer à son premier Tour de France. En février, il est cinquième du Circuit Het Nieuwsblad, où il arrive dans le groupe qui se joue la victoire. En juillet, il prend part au Tour de France où il aide son leader Romain Bardet à terminer deuxième de l'épreuve. Gougeard est remplaçant pour la course en ligne des championnats du monde disputés au Qatar. Pour la première fois, il ne remporte pas de course, contrairement à ses deux premières années professionnelles.
L'année suivante, en 2017, il n'obtient pas de résultats lors du début de saison. Au deuxième semestre, il participe au Tour de Wallonie où il se fait remarquer par sa présence dans plusieurs échappées. Il remporte le classement des monts. Moins d'une semaine plus tard, il distance un groupe d'une dizaine de coureurs dans le final de la Polynormande qu'il remporte à Saint-Martin-de-Landelles dans sa région d'origine. Il participe ensuite au Tour d'Espagne, où il signe deux tops 5 d'étape. Il fait ensuite partie de la sélection française pour la course en ligne et le contre-la-montre des championnats du monde de Bergen. Il abandonne au cours de la course en ligne et se classe treizième du contre-la-montre où il est victime d'un incident technique à 500 mètres de l'arrivée.
Sa saison 2018 est décevante. Il est septième place du contre-la-montre et du classement général de l'Étoile de Bessèges, puis quatrième du contre-la-montre du Tour d'Andalousie. En mars, il se blesse au pied et doit déclarer forfait pour les classiques flandriennes, où il devait accompagner son leader Oliver Naesen. En mai, il termine quatrième des Quatre Jours de Dunkerque, où il se montre très offensif. Il n'est pas sélectionné sur le Tour de France, après une grosse déception lors du championnat de France du contre-la-montre (27e). En juillet 2018, il est sélectionné par Cyrille Guimard pour représenter la France aux championnats d'Europe de cyclisme sur route. Il se classe 32e de l'épreuve contre-la-montre. Il participe ensuite à la Vuelta, mais abandonne à la mi-course.
Après un début d'année 2019 compliqué, il renoue avec le succès en avril et s'impose en solitaire au mont des Avaloirs lors de la troisième étape du Circuit de la Sarthe. Grâce à cette victoire, il remporte aussi le classement général de cette course. Il participe ensuite au Tour de France en tant qu'équipier de Romain Bardet. Alors que celui-ci connaît un Tour décevant, Alexis Gougeard prend part à une échappée lors de la seizième étape et reçoit le prix du combatif du jour.
En 2020, il se classe cinquième du Tour Poitou-Charentes en Nouvelle-Aquitaine remporté par son compatriote Arnaud Démare.

#### B&B Hotels p/b KTM
Après huit années passées au sein de la même équipe, la ProTeam française, B&B Hotels p/b KTM annonce le 31 août 2021, son arrivée pour les saisons 2022 et 2023. Aux côtés de ses anciens coéquipiers Quentin Jauregui, Cyril Gautier et Samuel Dumoulin, devenu directeur sportif, il espère se relancer après deux années sans résultats majeurs, et endosser plus de responsabilités sous ses nouvelles couleurs,.
Pour ses premières apparitions sous sa nouvelle tunique, il se distingue dans son exercice favori, les échappées, prenant les devants sur le GP La Marseillaise, sur la deuxième et la quatrième étape de l’Étoile de Bessèges et lors des deux dernières étapes du Tour de La Provence.

### Intermède chez les amateurs (2023)
À la suite de la disparition de l'équipe B&B Hotels p/b KTM en fin de saison 2022, et faute d'avoir pu retrouver une équipe professionnelle, Alexis Gougeard retrouve le monde amateur en signant au VC Rouen 76 le 17 janvier 2023.

### Retour en professionnel chez Cofidis (2024)
Alexis Gougeard signe en juillet 2023 un contrat avec l'équipe Cofidis portant sur la saison 2024. Il annonce mettre fin à sa carrière professionnelle à la fin de cette saison 2024.

## Caractéristiques
Alexis Gougeard est classé comme un rouleur présentant des aptitudes dans l'endurance, comme le montre sa victoire d'étape au Tour d'Espagne 2015.

## Palmarès sur route

### Palmarès amateur
| - 2010 - Prix de la Saint-Laurent Juniors - Trio normand juniors (avec Florian Bouleux et Ohko Shimizu) - 2011 - Champion de France du contre-la-montre juniors - Trophée Louison-Bobet - 1re étape du Grand Prix Fernand-Durel (contre-la-montre) - Grand Prix Rüebliland : - Classement général - 1re étape - 2e du championnat d'Europe du contre-la-montre juniors - 2e de Paris-Roubaix juniors - 2e du Prix de la Saint-Laurent Juniors - 2012 - 1re étape du Maillot des Jeunes Léopards - 1re étape du Circuit du Mené (contre-la-montre) - Grand Prix de Vassivière (contre-la-montre) - Grand Prix de Port-en-Bessin-Huppain - 3e étape des Trois Jours de Cherbourg - Trio normand espoirs (avec Julien Duval et Clément Saint-Martin) - 2e du championnat de France sur route espoirs - 2e du Grand Prix de Guerville - 3e du Kreiz Breizh Elites - 3e du Paris-Arras Tour - 2013 - Champion de Normandie sur route - Champion de Normandie sur route espoirs - 1re étape du Circuit du Mené - Classement général du Tour de la Manche - 3e étape du Loire-Atlantique Espoirs - 1re étape de la Coupe des nations Ville Saguenay - 4e étape du Tour de la Dordogne (contre-la-montre) - Nocturne de Marnaz - Prix de la Saint-Laurent Espoirs - Prologue du Tour de l'Avenir - 2e du Circuit du Mené - 2e de la Coupe des nations Ville Saguenay - 2e du Tour du Pays du Roumois - 3e du Grand Prix de Saint-Hilaire-du-Harcouët - 3e du Souvenir Louison-Bobet - 3e du championnat de France du contre-la-montre espoirs - 7e du championnat d'Europe du contre-la-montre espoirs | - 2023 - Grand Prix de Buxerolles - 4e étape du Tour de la Manche - Caux Tour - 4e étape du Tour de Côte-d'Or - Tour des Deux-Sèvres : - Classement général - 4e étape - 2e du Prix des Grandes-Ventes - 2e de la Ronde de l'Oise |  |

### Palmarès professionnel
| - 2014 - Classic Loire-Atlantique - Boucles de l'Aulne - 2015 - Classic Loire-Atlantique - 3e étape des Quatre Jours de Dunkerque - 19e étape du Tour d'Espagne - Eurométropole Tour : - Classement général - Prologue | - 2017 - Polynormande - 2019 - Circuit de la Sarthe : - Classement général - 3e étape - Boucles de l'Aulne |  |

### Résultats sur les grands tours

#### Tour de France

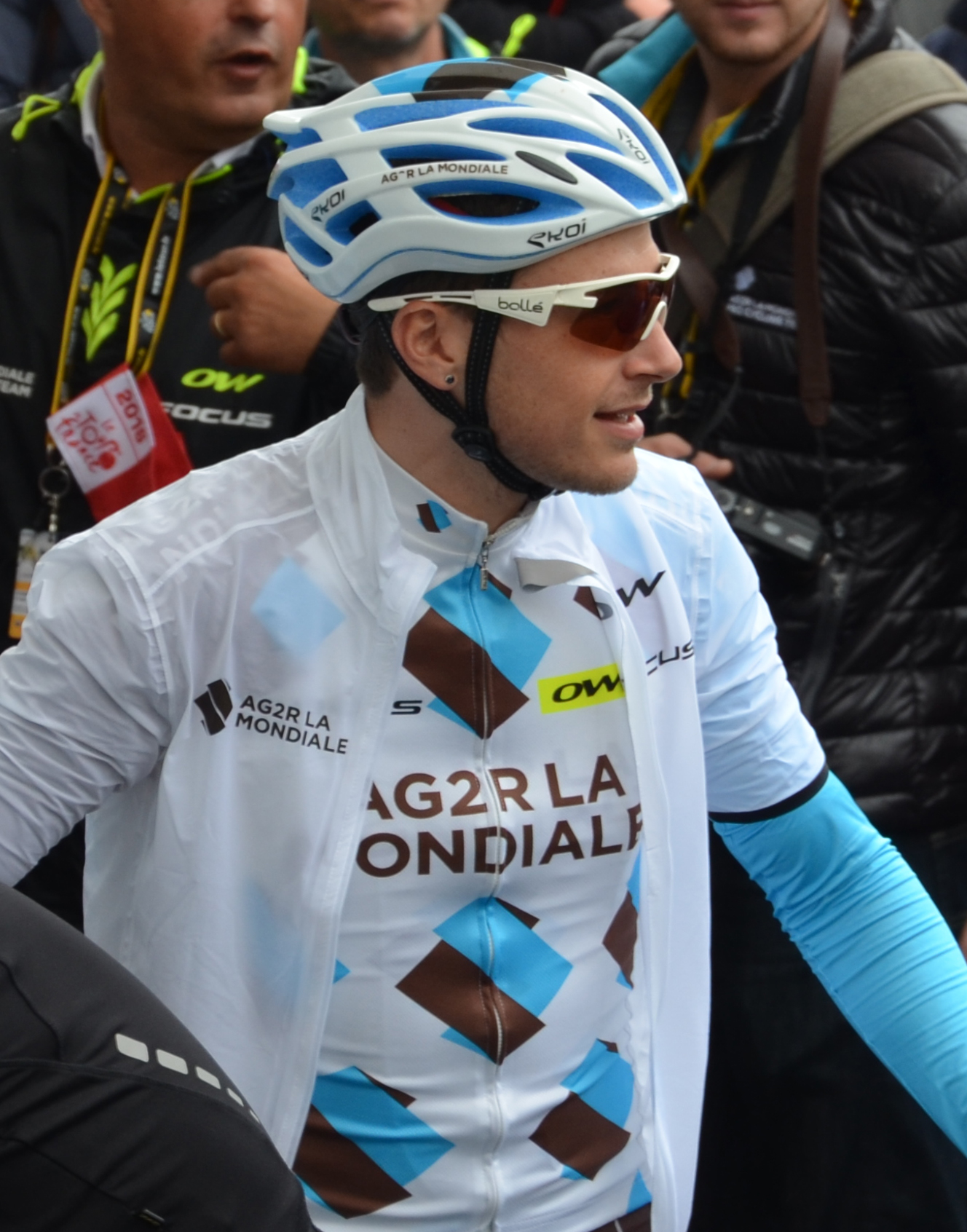
Alexis Gougeard au départ de la 2e étape du Tour de France 2016.

3 participations
- 2016 : 147e
- 2019 : 115e
- 2022 : 89e

#### Tour d'Italie
1 participation
- 2021 : 114e

#### Tour d'Espagne
3 participations
- 2015 : 112e, vainqueur de la 19e étape
- 2017 : 99e
- 2018 : abandon (11e étape)

## Classements mondiaux
| Année                                 | 2012 | 2013 | 2014 | 2015 | 2016 | 2017 | 2018 | 2019 | 2020 | 2021  | 2022  | 2023  | 2024  |
| ------------------------------------- | ---- | ---- | ---- | ---- | ---- | ---- | ---- | ---- | ---- | ----- | ----- | ----- | ----- |
| UCI World Tour                        |      |      | nc   | 130e | 235e | 341e | 384e |      |      |       |       |       |       |
| Classement mondial                    |      |      |      |      | 754e | 426e | 503e | 243e | 544e | 1111e | 1254e | 1241e | 1283e |
| UCI Europe Tour                       | 539e | 444e |      |      | 473e | 317e | 319e | 199e | 443e | 825e  | 874e  | nc    | nc    |
| UCI America Tour                      | nc   | 46e  |      |      | nc   | nc   | nc   |      |      |       |       |       |       |
|                                       |      |      |      |      |      |      |      |      |      |       |       |       |       |
| Légende : nc = non classéSource : UCI |      |      |      |      |      |      |      |      |      |       |       |       |       |

## Palmarès sur piste

### Championnats de France
- 2010
  -  Champion de France de la course aux points juniors
  - 2e de la poursuite par équipes juniors
- 2012
  -  Champion de France de poursuite par équipes (avec Alexandre Lemair, Julien Duval et Kévin Lesellier)
  -  Champion de France de la course aux points espoirs
- 2014
  - 3e de la course aux points
- 2021
  - 2e de l'américaine
  - 3e de la poursuite par équipes
  - 3e de la course aux points

## Distinctions
- Vélo d'or Espoirs : 2013